# Ponte Marcelino Machado
A Ponte Marcelino Machado (popularmente conhecida como Ponte do Estreito dos Mosquitos) é um conjunto de duas pontes paralelas que liga a ilha de Upaon-Açu (São Luís) ao continente, na BR-135, atravessando o canal do Estreito dos Mosquitos.
Foi inaugurada em 1970 e possui 456 metros de extensão. 

## História
Anteriormente, a ligação entre a ilha e o continente era feita pela Ponte Metálica Benedito Leite, pertencente à Ferrovia São Luís-Teresina, inaugurada em 1928.
Recebeu esse nome em homenagem a Marcelino Machado, médico e político maranhense, que foi deputado federal e defendeu a construção da antiga ponte ferroviária, além de genro de Benedito Leite.
A primeira ponte sofreu uma interdição entre 2004 e 2006, em razão da descoberta de fissuras na base de concreto, e necessitou de reformas emergenciais.
Em julho de 2006, entrou em funcionamento a segunda ponte, construída para melhorar o acesso à ilha, com 454 metros.
Cada ponte é uma via de mão única, a ponte antiga é destinada à entrada na cidade e a ponte nova é destinada à saída. 
A ilha de Upaon-Açu também é ligada ao continente por meio de outra ponte ferroviária duplicada, pertencente à Ferrovia Carajás, além de uma ponte metálica que sustenta a adutora do Italuís, que leva água do rio Itapecuru para a cidade de São Luís, atravessando o Campo de Perizes.